# Anemone filia
Anemone filia är en ranunkelväxtart. Anemone filia ingår i släktet sippor, och familjen ranunkelväxter.

## Underarter
Arten delas in i följande underarter:
- A. f. filia
- A. f. scaposa